# Holnstein (Neukirchen bei Sulzbach-Rosenberg)
Holnstein ist einer von 37 Gemeindeteilen der Gemeinde Neukirchen bei Sulzbach-Rosenberg im oberpfälzischen Landkreis Amberg-Sulzbach in Bayern.

## Lage
Das Kirchdorf liegt in der Oberpfalz etwa vier Kilometer westlich von Neukirchen und 40 km östlich von Nürnberg am Übergang der Fränkischen Alb im Oberpfälzer Jura. Durch das Dorf fließt der Reinbach. Die Staatsstraße 2164 führt durch Holnstein.

## Einwohner
1933 hatte der Ort 297 und 1939 insgesamt 282 Einwohner.

## Eingemeindung
Am 1. Januar 1978 wurde Holnstein im Zuge der Gebietsreform in Bayern mit seinen Ortsteilen Oberreinbach, Haghof, Hundsboden und Högberg nach Neukirchen eingegliedert.

## Straßennamen
In Holnstein gibt es keine Straßenbezeichnungen, sondern nur Hausnummern, nach denen sich Einwohner, Postboten, Lieferanten und Besucher orientieren müssen.

## Geschichte

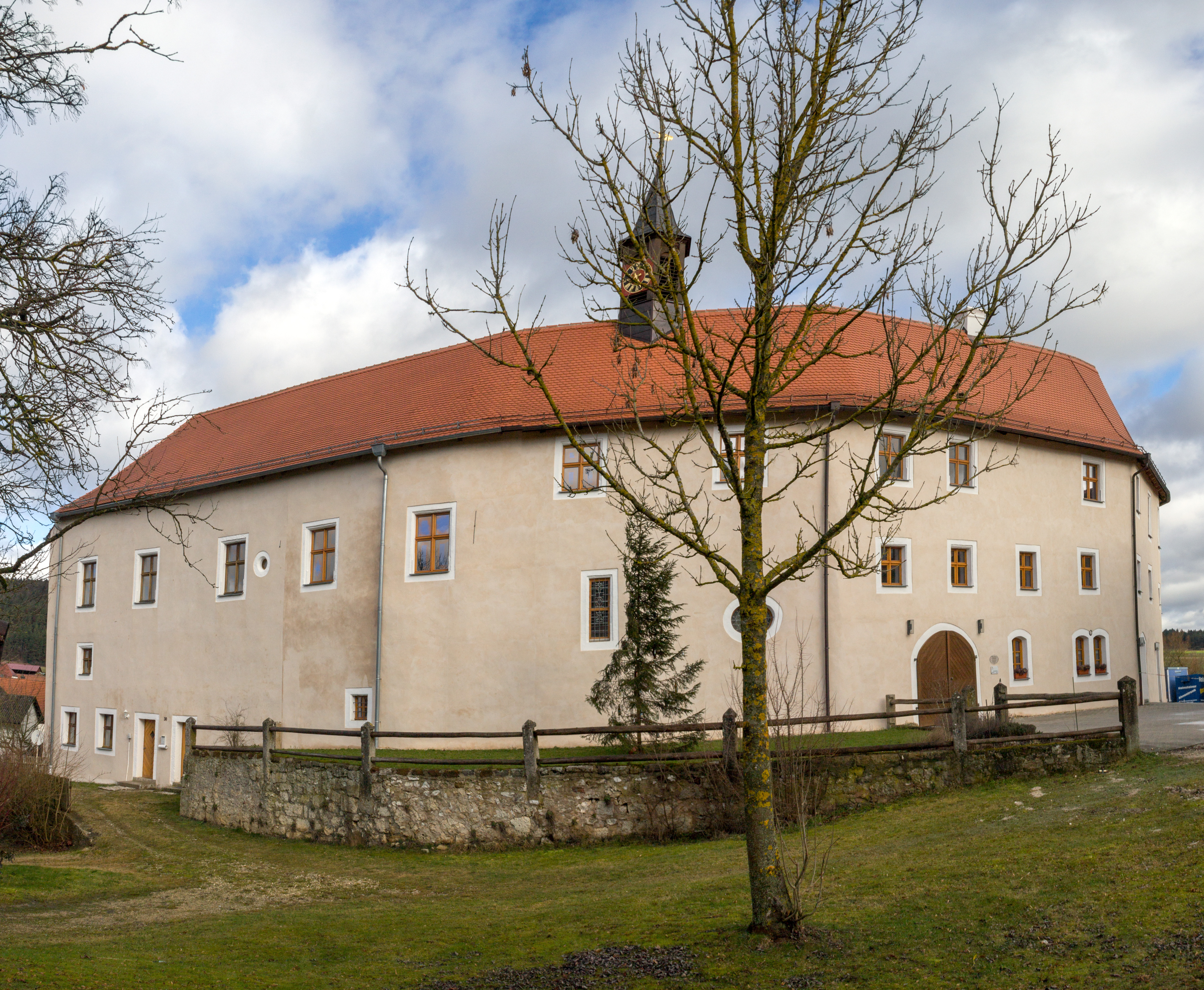
Schloss Holnstein

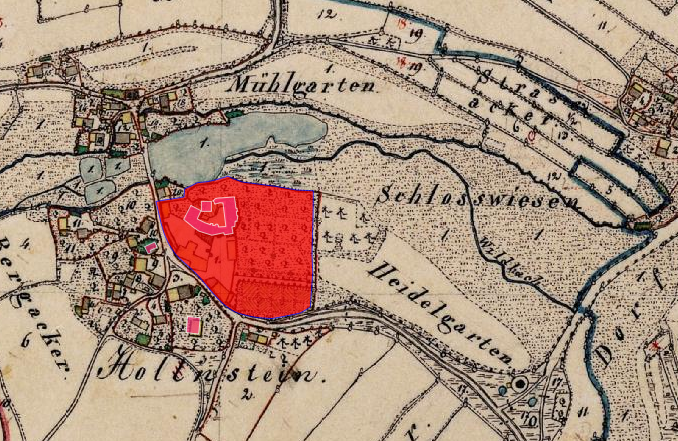
Lageplan von Schloss Holnstein auf dem Urkataster von Bayern

Das Schloss wurde um 1100 erstmals urkundlich erwähnt. Der Name leitet sich von hohler Stein ab. Eine von einigen Tropfsteinen aus Kalksinter gefüllte haushohe Höhle liegt hinter dem Anwesen Am Felsen Nr. 4 und diente zuletzt als Vorratslager und Stall. Die neolithisch genutzten Wohnhöhlen der Altmühlregion und des bayerischen Jura liegen jedoch meist wesentlich höher (und trockener), sodass allenfalls von einer vorübergehenden Nutzung in der Steinzeit ausgegangen werden kann.
Bischof Gundekar II. von Eichstätt (1019–1075) weihte noch vor 1072 in „Holenstein“ eine erste Kirche. Holnstein wie einige Nachbarorte könnte damals Sitz einer edelfreien Familie gewesen sein, die mit dem Grafengeschlecht der Babonen in Verbindung stand. Die ersten Schlossbesitzer waren die Truchsessen von Sulzbach, um 1167 wurde als Besitzer Gottfried Dapifer (lat. für Truchsess)  erwähnt. Damals hatten noch nicht die Grafen von Hirschberg das Sulzbacher Erbe übernommen.
Das Schloss ist in Hufeisenform gebaut, wobei die beiden Flügel mit einer Bastei verbunden sind. Die Anlage ist auf Felsen gebaut. Die Burg Holnstein wurde im Lauf der Geschichte immer wieder verpfändet, verkauft, vererbt, zum Beispiel an die Freudenberger, Ammerthaler (1350), Sparnecker, Redwitzer (1442–1553), Tandorfer (1553), Ödenberger, Ulrich Sitzinger († 1574), Sauerzapf (1589), Baumgartner (1596), an Haller von Hallerstein (1726) und die Familie Stromer von Reichenbach (1750). Im Jahr 1853 erfolgte schließlich der Ankauf durch die Gemeinde Holnstein.
1502 wurde den von Redwitz das Braurecht eingeräumt. 1939 kaufte Georg Behringer die Brauerei für seinen Sohn Andreas, der den Betrieb alsbald zum Blühen brachte. Später übergab Maria Behringer die Brauerei an ihre Tochter Karola. Karola und Franz Haberler errichteten ein neues Sudhaus, modernisierten Gär- und Lagerkeller, Flaschen- und Fassfüllerei. Ende September 2017 wurde der Braubetrieb eingestellt.
Die Schlossanlage ist unter der Aktennummer D-3-71-141-16 als denkmalgeschütztes Baudenkmal von Holnstein verzeichnet. Ebenso wird sie als Bodendenkmal unter der Aktennummer D-3-6435-0143 im Bayernatlas als „archäologische Befunde im Bereich des ehem. Schlosses Holnstein, zuvor mittelalterliche Burg“ geführt.

## Wirtschaft
Neben landwirtschaftlichen Betrieben und Kleingewerbe gibt es:
- Gasthof (geschlossen zum 30. Juni 2018)
- Metzgerei (geschlossen zum 30. Juni 2018)
- Bäckerei
- Waffengeschäft